# Stads- en streekvervoer in Gelderland
Het stads- en streekvervoer in Gelderland geeft een overzicht van alle buslijnen en regionale treinen die gereden worden in de provincie Gelderland. Het gaat hier om de lijnen die zich in de provincie begeven, maar ook lijnen die de provincie doorkruisen.
De schuingedrukte plaatsnamen bevinden zich buiten de provincie Gelderland. Bij lijnen die horen bij concessies die niet uit Gelderland komen is tevens de opdrachtgevende OV-autoriteit vermeld.

## Huidige concessiegebieden
| OV-autoriteit                                  | Concessiegebied                         | Vervoerder       | Duur                                                        |
| ---------------------------------------------- | --------------------------------------- | ---------------- | ----------------------------------------------------------- |
| Provincie Gelderland                           | Arnhem-Nijmegen                         | Hermes (Breng)   | 09.12.2012 - 25.06.2026                                     |
| Provincie Gelderland                           | Treindienst Ede-Wageningen - Amersfoort | Keolis Nederland | 10.12.2023 - 13.12.2036                                     |
| Provincie Gelderland                           | Achterhoek-Rivierenland                 | Arriva           | Bus: 12.12.2010 – 13.12.2025 Trein: 09.12.2012 - 13.12.2025 |
| Provincie Gelderland                           | Veluwe-Zuid                             | Hermes           | 11.12.2022 - 25.06.2026                                     |
| Provincies Flevoland, Gelderland en Overijssel | IJssel-Vecht                            | EBS              | 11.12.2022 - 08.12.2035                                     |

## Invoering OV-chipkaart
Sinds 2008 werd er in het KAN-gebied gewerkt aan de invoering van de OV-chipkaart. Connexxion vernieuwde het wagenpark van Novio door overbodig geworden bussen uit andere concessies door te schuiven. Al deze bussen werden uitgerust met de nieuwe boordcomputer Infoxx van Connexxion en voorzien van GPS apparatuur en chipkaart lezers. Alle blijvende bussen van Novio en Hermes werden eveneens aangepast. Per 1 juli 2009 is de OV-chipkaart ingevoerd in het gebied. De invoering gebeurde geleidelijk. De oude vervoerbewijzen waren nog een tijdje te gebruiken. Geleidelijk zijn de nationale vervoerbewijzen en speciale kaartjes van de regio vervallen.
Op 1 november 2009 werd de OV-chipkaart ingevoerd bij Veolia Transport, die destijds op de Veluwe reed. Op 1 februari 2010 werd de kaart eveneens geldig in de bussen in de Achterhoek (destijds gereden door Syntus) en de regio Rivierenland (Arriva). Syntus Gelderland bedient de Veluwe en Arriva heeft uitgebreid naar de Achterhoek. De kilometertarieven bij deze vervoerders zijn gelijk aan die van Overijssel.

## Arnhem-Nijmegen

### Concessie Arnhem Nijmegen
De concessie Arnhem Nijmegen wordt aanbesteed door de plusregio Stadsregio Arnhem Nijmegen (voorheen Knooppunt Arnhem-Nijmegen (KAN)). Deze concessie omvat de voormalige concessies KAN-Noord (regio Arnhem) en KAN-Zuid (regio Nijmegen). De nieuwe concessie omvat het stadsvervoer in Arnhem en omliggende streeklijnen en het stadsvervoer in Nijmegen en omliggende streeklijnen. De concessie is in 2009 gegund aan Novio. De concessie KAN-Noord was tot die datum in handen van Connexxion en KAN-Zuid in handen van Novio en Hermes, beide dochterondernemingen van Connexxion. De drie bedrijven gingen in de nieuwe concessie verder onder de merknaam Breng.
De nieuwe concessie ging in op 13 december 2009 en had een looptijd tot en met december 2012 waarna deze voor een periode van tien jaar aan Hermes werd gegund. Voor de nieuwe concessie kwam Novio in 2009 met een nieuwe merknaam, Breng. De bussen zouden een nieuwe kleurstelling krijgen en het merk zou een nieuw logo dragen. De bussen uit de regio Arnhem kregen lichtblauwe daken, de bussen uit de regio Nijmegen roze daken. De Stadsregio heeft de nieuwe vervoerder verplicht in Arnhem het trolleynetwerk te handhaven en de stadsdienst in Nijmegen te gaan exploiteren met aardgasbussen. Deze bussen zijn nieuw aangeschaft. Bij de aanbesteding voor 2012 werd de nieuwe vervoerder verplicht deze wagens over te nemen. Voor de streekbussen heeft de Stadsregio een uitstootnorm Euro-IV ingesteld. Connexxion liet daarvoor bestaande Euro-III wagens ombouwen. Eind 2009 is er met de Stadsregio afgesproken om de bussen te gaan verbouwen tot EEV norm. In het lijnnetwerk veranderde niet veel. Enkele lijnen kregen een kleine aanpassing in rijtijd en soms in routes. Lijn 99 werd gedeeltelijk overgedragen aan de provincie Noord-Brabant en werd sindsdien gereden door Breng samen met Arriva uit de concessie Oost-Brabant. In Nijmegen keerde na 4,5 jaar het nachtnet terug.
Sinds 13 december 2009 worden alle buslijnen in de Stadsregio onder de naam Breng uitgevoerd. Zowel in Arnhem als in Nijmegen wordt een nachtnet onderhouden. De nachtbussen rijden in de nachten van vrijdag op zaterdag en zaterdag op zondag. Naast Breng komen nog enkele andere vervoerders in het gebied van de Stadsregio met lijnen uit andere concessiegebieden. Veolia Transport uit Limburg exploiteerde samen met Breng lijn 83 naar Venlo. Verder exploiteert Veolia Transport buslijnen op de Veluwe. Enkele bussen van deze concessie rijden ten dele in de Stadsregio Arnhem Nijmegen. Omdat Veolia Transport beide concessies is kwijtgeraakt wordt lijn 83 nu samen gereden met Arriva Limburg en werden de buslijnen in de Veluwe tot 13 december 2020 gereden door Syntus Gelderland (daarna door achtereenvolgens Keolis Nederland en EBS). Syntus exploiteerde lijnen in de Achterhoek waarvan sommige eindigen in het gebied van de Stadsregio. De lijnen uit de Achterhoek worden momenteel gereden door Arriva. Verder komt Arriva uit Noord-Brabant en uit Rivierenland met een enkele lijn in het gebied van de Stadsregio.

### Voormalige concessie KAN-Noord
Het concessiegebied KAN-Noord omvatte de gemeente Arnhem en omliggende kernen. De concessie grensde aan de voormalige concessie KAN-Zuid en de concessies Veluwe en Achterhoek. Het vervoer in KAN-Noord was in handen van Connexxion. Deze exploiteerde op de stadsdienst van Arnhem enkele trolleybuslijnen. De lijnen naar Nijmegen werden gezamenlijk geëxploiteerd met dochterbedrijf Hermes. Vanuit de concessie Veluwe kwamen enkele bussen van vervoerder BBA (later Veolia Transport) in KAN-Noord en uit de concessie Achterhoek reden enkele bussen van Syntus door de concessie.

### Voormalige concessie KAN-Zuid
Het concessiegebied KAN-Zuid omvatte de gemeente Nijmegen en omliggende kernen. De concessie grensde aan de voormalige concessie KAN-Noord en de concessies Rivierenland, Noord-Limburg en Oost-Brabant. Het vervoer in deze regio was gegund aan Novio en Hermes. Novio exploiteerde de meeste stadsdiensten terwijl Hermes de streeklijnen bediende. Hermes werkte samen met Connexxion in de exploitatie van de lijnen naar Arnhem. Verder kwamen ook de vervoerders Veolia Transport, Arriva en NIAG in het KAN-Zuid gebied.

#### Historie
De eerste vorm van openbaar vervoer in Nijmegen bestond uit een trams en bussen. Vanaf 1889 exploiteerde de Nijmeegsche Tramweg-Maatschappij paarden- en stoomtrams in Nijmegen. Vanaf 1911 nam de Gemeente Tram Nijmegen (GTN) de tramlijnen over en ging over op elektrische tramlijnen en bussen in de stad Nijmegen. Het bedrijf GTN had naast het vervoer ook het elektriciteitsnetwerk in beheer. Reeds in 1907 hadden eigenaren van een hotel in Plasmolen een busdienst van Nijmegen naar Plasmolen opgezet. In 1913 begon de MBS met exploitatie van een stoomtram van Venlo naar Nijmegen op de oostelijke Maasoever (op de westelijke Maasoever laag de Maaslijn). Hiermee werd de busexploïtatie naar Plasmolen gestaakt. Vanaf 1923 zette MBS ook bussen in welke de stoomtram geleidelijk zouden verdringen. Door overname van andere stoomtrambedrijven en busbedrijven breidde MBS zijn netwerk rond Nijmegen tot aan de Tweede Wereldoorlog verder uit.
In 1921 werd het bedrijf Egberts' Zonen opgericht welke lijndiensten van Millingen aan de Rijn naar Nijmegen ging onderhouden.
In 1923 zette het bedrijf Van de Rijdt een busdienst van Nijmegen naar Grave op. Deze ondervond concurrentie door de NS, welke een eigen busonderneming had opgezet, de ATO. ATO zette enkele doorgaande lijnen van Nijmegen, via Grave, naar Noord-Brabantse steden op. ATO verloor zijn vergunningen in 1931 en de meeste werden gegund aan Van de Rijdt welke vanaf toen doorgaande lijnen van Nijmegen naar 's-Hertogenbosch, Eindhoven, Helmond, Venray en Boxmeer onderhield.
Van de Rijdt werd uiteindelijk overgenomen door ATO en opgenomen in het zusterbedrijf Vitesse). In 1948 fuseerde NS Vitesse en MBS tot Zuidooster. Hiermee waren er met GTN en Zuidooster nog maar twee grote bedrijven. Enkele particulieren behielden hun zelfstandigheid.
Vanaf 1952 ging de gemeente met GTN over op de exploitatie van trolleybussen. De laatste tram reed in 1955. De gemeente besloot om al het stadsvervoer bij GTN onder te brengen waardoor Zuidooster haar stadslijnen moest afstaan. In 1956 koppelde de gemeente het elektriciteitsbedrijf af van het gemeentevervoer. Voor het vervoer werd een nieuw vervoersbedrijf opgericht, de Centrale Vervoersdienst (CVD) waarin de vervoersactiviteiten van GTN in opgingen.
In 1980 ging met Egberts de laatste particuliere ondernemer op in Zuidooster. Zuidooster fuseerde in 1995 met Verenigd Streekvervoer Limburg waarna men onder de naam Hermes verderging. In 1997 werd het gemeentevervoerbedrijf CVD verzelfstandigd tot Novio. Alle aandelen kwamen bij de gemeente te liggen.
Het nieuwe Novio verzorgde de stadsdienst terwijl Hermes streeklijnen, inclusief concessieoverschrijdende lijnen, exploiteerde.
In 2001 ging de concessie Oost-Brabant van Hermes naar BBA. Een tijd lang exploiteerden beide vervoerders concessieoverschrijdende lijnen. In december 2003 werden doorgaande lijnen van Nijmegen naar Noord-Brabant geknipt op de rand van het concessiegebied. De Noord-Brabantse delen behielden hun lijnnummers, voor de lijnen naar Nijmegen kwamen nieuwe lijnnummers. Lijn 90 naar 's-Hertogenbosch en lijn 92 naar Sint-Anthonis werden geknipt in Grave. Voor het traject naar Nijmegen kwam de nieuwe lijn 54, later omgenummerd naar lijn 9. Lijn 91 van Nijmegen naar Uden via Cuijk werd in Cuijk geknipt. Op het traject Cuijk - Nijmegen ging de nieuwe lijn 55 rijden, deze werd later scholierenlijn 255. Lijn 21 en sneldienst lijn 121 van Eindhoven naar Nijmegen werden niet in Grave maar in Uden geknipt. Op het traject Nijmegen - Uden gingen de lijnen 99 en 199 rijden. Beide lijnen werden geheel door Hermes gereden omdat BBA geen lijnen in KAN-Zuid meer mocht verzorgen. Bij de aanbesteding van Rivierenland verloor Hermes eveneens haar concessie, ditmaal aan Arriva. De doorgaande lijnen 85, 87 en 89 van Nijmegen naar Tiel via Druten werden in Druten geknipt. De KAN lijnen behielden hun nummers. Er werd een samenwerking met Arriva aangegaan om lijn 87 in het spits toch op het hele traject te laten rijden. Toen Hermes in 2006 haar concessie in Limburg verloor aan Veolia is ervoor gekozen om lijn 83 niet te knippen. Hermes en Veolia gingen de lijn gezamenlijk exploiteren.
Zowel Hermes als Novio werden later dochterbedrijven van Connexxion. Hermes bedient de streeklijnen en enkele stadslijnen, Novio verzorgt de meeste stadsdiensten en rijdt enkele spitsdiensten voor Hermes. Door aanbestedingen in omliggende concessiegebieden kwamen ook andere vervoerders met enkele lijnen in KAN-Zuid gebied. De Duitse onderneming NIAG exploiteerde enkele lijnen naar Duitsland. Omdat het KAN gebied pas laat werd aanbesteed reden er nog lange tijd vooral oudere bussen rond. In 2007 heeft Connexxion het wagenpark van dochter Novio verjongd door overtollige bussen uit andere gebieden door te schuiven. Veel oud materiaal werd terzijde gesteld.
Het lijnnetwerk was geconcentreerd rond Nijmegen, met station Nijmegen als centraal knooppunt. Hier stoppen de meeste buslijnen in dit gebied. Een ander klein knooppunt is busstation "Brabantse Poort" bij station Nijmegen Dukenburg. Op Plein 1944 in het centrum is eveneens een klein busstation aanwezig.

#### Aanbesteding 2009
Het KAN-gebied werd in 2009 openbaar aanbesteed. De twee gebieden Noord en Zuid werden hierbij samengenomen tot één gebied. De nieuwe concessie gaat in op 13 december 2009 en heeft een looptijd van drie jaar. Connexxion schreef zich als enige in met dochter Novio. De Stadsregio Arnhem-Nijmegen gunde Novio deze concessie.. Volgens afspraak ging Novio in Arnhem trolleybussen exploiteren, werd de stadsdienst in Nijmegen gereden met aardgasbussen en werden de streekdiensten uitgevoerd worden met schonere dieselbussen. Novio, Hermes en Connexxion gingen in de Stadsregio Arnhem-Nijmegen verder onder de merknaam Breng.

#### Aanbesteding 2013
De nieuwe concessie is ingegaan op 9 december 2012 en bevat naast het busvervoer ook de spoorlijn Arnhem-Doetinchem. De looptijd is tien jaar. Op 17 mei 2011 sloot de inschrijving. De Stadsregio bracht naar buiten dat Hermes en Keolis Nederland zich hadden ingeschreven. Hermes is als winnaar uit de bus gekomen. Hermes werd verplicht de productnaam Breng en huisstijl te blijven hanteren. Ook moesten de nieuwe aardgasbussen in Nijmegen en de nieuwe trolleybussen uit Arnhem worden overgenomen en moest de exploitatie van het Arnhemse trolleynetwerk worden voortgezet. Alle dieselbussen op de streeklijnen werden vervangen worden door aardgasbussen. Hermes besloot het lijnennet flink te herstructureren. Zowel in Arnhem als Nijmegen werden routes of delen van routes flink gewijzigd om beter aan te sluiten op de vervoersbehoefte. Ook werd een begin gemaakt met een nieuwe HOV-lijn tussen Arnhem en Nijmegen. Streeklijn 31 werd zowel in Arnhem als Nijmegen doorgetrokken en ging gedeeltelijk als snelbus rijden. Deze is later omgenummerd naar lijn 331. Het busstation "Brabantse Poort" bij station Nijmegen Dukenburg werd sinds deze aanbesteding hernoemd tot "Station Dukenburg".

### Bussen
| Lijn                 | Route                                                               | Via | Opmerkingen                                                                  |
| -------------------- | ------------------------------------------------------------------- | --- | ---------------------------------------------------------------------------- |
| Brengtrolley         |                                                                     | |                                                                              |
| 1                    | De Laar West - Centraal Station                                     | Elderveld | In De Laar West gekoppeld aan lijn 2                                         |
| 2                    | Centraal Station - De Laar West                                     | Centrum, De Koppel, Kronenburg, De Laar Oost                                                                                  | In De Laar West gekoppeld aan lijn 1                                         |
| 3                    | Burgers' Zoo - Het Duifje                                           | Openluchtmuseum, Ziekenhuis Rijnstate, Sonsbeek Kwartier, Centraal Station, Centrum, Malburgen Oost                           |                                                                              |
| 5                    | Schuytgraaf - Presikhaaf                                            | Station Zuid, Elderveld, Centraal Station, Centrum, Boulevard Kwartier, 't Broek                                              |                                                                              |
| 6                    | Centraal Station - Elsweide/HAN                                     | Centraal Station, Centrum, Boulevard Kwartier, 't Broek, Presikhaaf                                                           |                                                                              |
| 7                    | Rijkerswoerd - Geitenkamp                                           | Appelgaard, Kronenburg, Gelredome, Centraal Station, Centrum, Station Velperpoort, Angerenstein                               |                                                                              |
| 21                   | Centraal Station - Velp Beekhuizenseweg                             | Centrum, Station Velperpoort, Plattenburg                                                                                     |                                                                              |
| 352                  | Wageningen - Centraal Station                                       | |                                                                              |
| Stadsdienst Arnhem   |                                                                     | |                                                                              |
| 4                    | Het Duifje - Kronenburg                                             | Immerloo, Malburgen Oost | Rijdt niet 's avonds en op zondag                                            |
| 8                    | Centraal Station - Velp Parking President Kennedylaan               | Ziekenhuis Rijnstate, Alteveer, Geitenkamp, Rozendaal                                                                         | Rijdt niet op zondag                                                         |
| 9                    | Centraal Station - Schaarsbergen IPC                                | Burgemeesterswijk, Sterrenberg, Menthenberg                                                                                   |                                                                              |
| 10                   | Centraal Station - Sportcentrum Papendal                            | Heijenoord, Het Dorp |                                                                              |
| 11                   | Centraal Station - Station Zuid                                     | Vredenburg |                                                                              |
| 12                   | Centraal Station - IJsseloord 2                                     | Centrum, Industrieterrein Het Broek, Presikhaaf III, IJsseloord 1                                                             |                                                                              |
| 77                   | Centraal Station → CIOS                                             | Centrum, Station Velperpoort                                                                                                  | Rijdt alleen twee keer in de ochtendspits                                    |
| 78                   | Sportcentrum Papendal - Beekdal Lyceum                              | Het Venster | Schoolbus                                                                    |
| Stadsdienst Nijmegen |                                                                     | |                                                                              |
| 2                    | Lindenholt West - Sint Maartenskliniek                              | Station Dukenburg, Station Goffert, Centraal Station                                                                          |                                                                              |
| 3                    | Centraal Station - Oosterhout Peperstraat                           | Lent |                                                                              |
| 4                    | Lindenholt Oost - Aldenhof                                          | Station Dukenburg | Rijdt alleen 's avonds en op zondag                                          |
| 5                    | Beuningen Aalsterveld - De Horst Kerk/Breedeweg Kerkplein           | Weurt, Centrum, Centraal Station, Altrade, Heilig Landstichting, Groesbeek                                                    | Alternerend naar De Horst of Breedeweg                                       |
| 6                    | Neerbosch Oost - Station Dukenburg                                  | Hees, Centraal Station, Radboud UMC, Grootstal, Hatert, Malvert, Zwanenveld                                                   |                                                                              |
| 8                    | Hatert - Berg en Dal Hamerlaan                                      | Goffert, Willemskwartier, Centraal Station, Centrum, Altrade                                                                  |                                                                              |
| 9                    | Centraal Station - Grave Busstation                                 | Station Heyendaal, Radboud UMC, Hatert, Weezenhof, Valenberg, Overasselt, Nederasselt                                         |                                                                              |
| 10                   | Centraal Station → Centraal Station                                 | Station Heyendaal, Radboud Universiteit, Station Heyendaal                                                                    | Heyendaalshuttle; ringlijn; rijdt niet in het weekend                        |
| 11                   | Beuningen Aalsterveld - Station Dukenburg                           | Westkanaaldijk, Lindenholt | Rijdt niet 's avonds en in het weekend                                       |
| 12                   | Druten Busstation - Centraal Station                                | Station Goffert, Goffertpark, Radboud UMC, Station Heyendaal                                                                  | Rijdt niet 's avonds en in het weekend                                       |
| 13                   | Wijchen Bijsterhuizen - Station Dukenburg                           | | Rijdt niet 's avonds en in het weekend                                       |
| 15                   | Wijchen-West - Lent Thermion                                        | Wijchen (Noord, Zuid, Station), Station Dukenburg, Goffert, Radboud UMC, Station Heyendaal, Centraal Station, Centrum, Lent   |                                                                              |
| Streekdienst         |                                                                     | |                                                                              |
| 14                   | Arnhem CS - Nijmegen Brakkenstein                                   | Arnhem (Malburgen West, Kronenburg, Elden, De Laar Oost), Elst, Oosterhout, Lent, Nijmegen (Waterkwartier, CS, Hazenkamp)     |                                                                              |
| 26                   | Arnhem CS - Dieren Station                                          | Arnhem (Station Velperpoort, Station Presikhaaf), Velp, Lathum, Giesbeek, Angerlo, Doesburg                                   |                                                                              |
| 27                   | Arnhem CS - Doetinchem Station                                      | Arnhem (Station Velperpoort, Station Presikhaaf), Velp, Lathum, Giesbeek, Angerlo, Doesburg, Drempt, Hoog-Keppel, Laag-Keppel | In samenwerking met Arriva                                                   |
| 29                   | Arnhem CS - Doetinchem Station                                      | Station Arnhem Velperpoort, Velp, Rheden, Doesburg, Drempt, Hoog-Keppel, Laag-Keppel                                          | In samenwerking met Arriva; rijdt niet in het weekend                        |
| 33                   | Arnhem CS - Nijmegen CS                                             | Huissen, Angeren, Doornenburg, Gendt, Haalderen, Bemmel, Lent                                                                 |                                                                              |
| 35                   | Bemmel Dorpsstraat - Zetten Lingebrug                               | Elst, Valburg, Herveld, Andelst, Station Zetten-Andelst                                                                       | Rijdt niet 's avonds en in het weekend                                       |
| 42                   | Druten Busstation - Tiel Station                                    | Boven-Leeuwen, Beneden-Leeuwen                                                                                                | In samenwerking met Arriva                                                   |
| 43                   | Arnhem CS - Apeldoorn Station                                       | Arnhem (Het Broek, Presikhaaf), Velp, Rheden, De Steeg, Ellecom, Dieren, Eerbeek, Beekbergen                                  | Rijdt ook onder de naam RRReis                                               |
| 51                   | Arnhem CS - Wageningen Busstation                                   | Oosterbeek, Heveadorp, Doorwerth, Kievitsdel, Heelsum, Renkum                                                                 |                                                                              |
| 54                   | Heteren Polderstraat - Renkum Heidesteinlaan                        | | Rijdt niet tussen 9:00 en 12:00 uur, 's avonds en in het weekend             |
| 56                   | Arnhem CS - Heteren Beemdhof                                        | Station Arnhem Zuid, Driel |                                                                              |
| 57                   | Heteren Polderstraat - Wageningen Busstation                        | Renkum | Rijdt 3x/dag op doordeweekse dagen                                           |
| 60                   | Arnhem CS - Tolkamer                                                | Westervoort, Duiven, Zevenaar, Oud-Zevenaar, Babberich, Herwen, Lobith                                                        |                                                                              |
| 61                   | Westervoort Station - Duiven Centerpoort                            | | Rijdt niet 's avonds en in het weekend                                       |
| 62                   | Arnhem CS - Duiven Vergertlaan                                      | Westervoort |                                                                              |
| 65                   | Wijchen Mozaïek - Beuningen Kerk                                    | | Rijdt niet 's avonds en in het weekend                                       |
| 72                   | Arnhem CS - Huissen Bergerden                                       | Arnhem Kronenburg | Spitsbus                                                                     |
| 76                   | Millingen a/d Rijn Grenskantoor → Groesbeek Zuidmolen               | Leuth, Erlecom, Ooij, Beek | Schoolbus; rijdt alleen in de wintermaanden                                  |
| 80                   | Nijmegen CS - Millingen a/d Rijn Grenskantoor                       | Beek, Ooij, Erlecom, Leuth |                                                                              |
| 82                   | Nijmegen CS - Millingen a/d Rijn Grenskantoor                       | Beek, Leuth | Spitsbus                                                                     |
| 83                   | Nijmegen CS - Venlo Station                                         | Malden, Mook, Milsbeek, Gennep, Heijen, Afferden, Nieuw-Bergen, Well, Wellerlooi, Arcen, Lomm, Velden                         | In samenwerking met Arriva                                                   |
| 85                   | Nijmegen CS - Druten Busstation                                     | Weurt, Beuningen, Ewijk, Winssen, Deest, Afferden                                                                             | In samenwerking met Arriva                                                   |
| 89                   | Nijmegen CS - Druten Busstation                                     | | Rijdt niet 's avonds en in het weekend                                       |
| 99                   | Nijmegen CS - Uden Busstation                                       | Nijmegen (Station Goffert, Station Dukenburg), Alverna, Nederasselt, Grave, Reek, Zeeland                                     | In samenwerking met Arriva                                                   |
| Brengdirect          |                                                                     | |                                                                              |
| 300                  | Arnhem CS - Nijmegen Heyendaal                                      | Arnhem Malburgen Oost, Huissen, Bemmel, Lent, Nijmegen CS                                                                     | RijnWaalsprinter                                                             |
| 331                  | Velp Zuid - Nijmegen Weezenhof / Aldenhof                           | Arnhem (Presikhaaf, Velperpoort, CS, Kronenburg), Elst, Lent, Nijmegen (CS, Goffert, Dukenburg)                               | Aldenhof wordt van maandag t/m vrijdag bediend als lijn 4 niet rijdt         |
| 352                  | Arnhem CS - Wageningen Busstation                                   | Oosterbeek, Doorwerth, Heelsum, Renkum                                                                                        | Rijd Voor RRReis                                                             |
| Brengbuurt           |                                                                     | |                                                                              |
| 524                  | Dieren Station - Spankeren Kerkweg                                  | | Rijdt niet 's avonds en op zondag                                            |
| 525                  | Dieren Station - Dieren West                                        | | Rijdt niet 's avonds en op zondag                                            |
| 526                  | Dieren Station - Dieren Noord                                       | | Rijdt niet 's avonds en op zondag                                            |
| 555                  | Zevenaar Tol - Aerdt Schoolstraat                                   | Station Zevenaar, Pannerden                                                                                                   | Rijdt alleen in de spits                                                     |
| 556                  | Heteren Schoutenkamp - Elst Europaplein                             | Driel | Rijdt niet 's avonds en in het weekend                                       |
| 560                  | Zevenaar Ziekenhuis - Herwen Aerdtsedijk                            | Station Zevenaar, Pannerden, Aerdt                                                                                            | Rijdt niet in het weekend                                                    |
| 561                  | Wijchen Station - Malden Schoolstraat                               | Alverna, Nederasselt, Overasselt, Heumen                                                                                      | Rijdt niet 's avonds en in het weekend                                       |
| 562                  | Beek Verbindingsweg - Malden Schoolstraat                           | Berg en Dal, Groesbeek | Rijdt niet 's avonds en in het weekend                                       |
| 563                  | Wijchen Mozaïek - Batenburg Rooms Katholieke Kerk                   | Leur, Hernen, Bergharen | Rijdt niet 's avonds en in het weekend                                       |
| 564                  | Groesbeek Stekkenberg - Molenhoek Station                           | | Rijdt niet 's avonds en in het weekend                                       |
| 565                  | Wijchen Mozaïek - Beuningen Kerk                                    | | Rijdt niet 's avonds en in het weekend                                       |
| 566                  | Zevenaar Station - Spijk Willibrordusweg                            | Babberich, Elten, Lobith, Tolkamer                                                                                            | Rijdt niet in het weekend                                                    |
| 568                  | Wijchen Mozaïek - Escharen Burgemeester de Bourbonplein             | Balgoij, Nederasselt, Grave                                                                                                   | Rijdt niet 's avonds en in het weekend                                       |
| 569                  | Malden Schoolstraat - Middelaar Gemeenschapshuis                    | Heumen, Molenhoek, Mook, Plasmolen                                                                                            | Rijdt niet 's avonds en in het weekend                                       |
| 589                  | Doorwerth Winkelcentrum De Weerd → Doorwerth Winkelcentrum De Weerd | Heveadorp, Oosterbeek, Wolfheze, Renkum, Heelsum                                                                              | Ringlijn, lijn 590 in omgekeerde richting. Rijdt niet 's avonds en op zondag |
| 590                  | Doorwerth Winkelcentrum De Weerd → Doorwerth Winkelcentrum De Weerd | Heelsum, Renkum, Wolfheze, Oosterbeek, Heveadorp                                                                              | Ringlijn, lijn 589 in omgekeerde richting. Rijdt niet 's avonds en op zondag |

### Treinen
| Serie       | Treinsoort         | Route                        | Bijzonderheden |
| ----------- | ------------------ | ---------------------------- | --- |
| 30700 RS 32 | Stoptrein (Hermes) | Arnhem Centraal – Doetinchem | Rijdt onder de naam brengdirect en rijdt niet in de avonduren (na 20:00 uur) en het weekend. Verzorgt samen met Arriva een kwartierdienst tussen Arnhem en Doetinchem. |

## Provincie Gelderland

### Concessie IJssel-Vecht
De concessie IJssel-Vecht omvat het stads- en streekvervoer in de gehele provincie Flevoland exclusief Almere, de gehele provincie Overijssel exclusief Twente en het gebied in Gelderland rondom de Veluwe. Deze concessie wordt uitgevoerd door EBS onder de naam RRReis. Hieronder worden alleen de lijnen vermeld die in Gelderland rijden.
| Lijn                   | Route                                                        | Via                                                                                    | Opmerkingen |
| ---------------------- | ------------------------------------------------------------ | -------------------------------------------------------------------------------------- | --- |
| Stadsdienst Apeldoorn  |                                                              |                                                                                        | |
| 1                      | Station → Station                                            | Centrum, Driehuizen, Orden, (Apenheul,) Rijkskantoren, Sprengenbos, Centrum            | Ringlijn; lijn 12 rijdt in tegenovergestelde richting                                                                               |
| 2                      | Station - Zuidbroek                                          | Centrum, Zevenhuizen, De Mheen, Sprenkelaar, Anklaar                                   | |
| 3                      | Station - Matenhoeve                                         | Welgelegen, De Eglantier, Matendonk                                                    | |
| 4                      | Station - Matenhoeve                                         | Welgelegen, Matendreef, Matenveld                                                      | |
| 8                      | Station - Zuidbroek                                          | Centrum, Zevenhuizen, Sluisoord, Anklaar                                               | |
| 10                     | Station → Station                                            | Centrum, Malkenschoten, Rivierenkwartier, Staatsliedenkwartier, Welgelegen             | Rijdt niet in het weekend |
| 11                     | Station - Gelre Ziekenhuis                                   | Welgelegen, Staatsliedenkwartier, Westenenk                                            | |
| 12                     | Station → Station                                            | Centrum, Sprengenbos, Rijkskantoren, Orden, Driehuizen, Centrum                        | Ringlijn; lijn 1 rijdt in tegenovergestelde richting                                                                                |
| 13                     | Station - Kerschoten                                         | Centrum, De Parken                                                                     | |
| 14                     | Station - Kerschoten                                         | Centrum, De Vlijt                                                                      | Rijdt niet in het weekend |
| 15                     | Sstation - Twello Gemeentehuis                               | Centrum, Zevenhuizen, Osseveld, Teuge                                                  | Rijdt 's avonds en in het weekend als ReserveerRRReis                                                                               |
| 16                     | Station - Woudhuis                                           | Welgelegen, Osseveld                                                                   | |
| 17                     | Woudhuis - Stadhoudersmolen                                  | Osseveld, Sprenkelaar, Anklaar, Kerschoten                                             | Rijdt altijd als ReserveerRRReis; rijdt niet 's avonds en in het weekend                                                            |
| 21                     | Station → Apenheul                                           | Centrum, Sprengenbos, Rijkskantoren                                                    | |
| Stadsdienst Harderwijk |                                                              |                                                                                        | |
| 1                      | Station → Station                                            | Centrum, Zeebuurt, Frankrijk, Stadsdennen                                              | Ringlijn; 's avonds en in het weekend als ReserveerRRReis                                                                           |
| Streeklijnen           |                                                              |                                                                                        | |
| 101                    | Harderwijk Station - Amersfoort CS                           | Ermelo, Putten, Nijkerk                                                                | Rijdt 's avonds en in het weekend als ReserveerRRReis binnen Harderwijk                                                             |
| 102                    | Apeldoorn Station - Amersfoort CS                            | Hoog-Soeren, Nieuw-Milligen, Wittenberg, Voorthuizen, Terschuur, Hoevelaken            | |
| 104                    | Harderwijk Station - Barneveld Station Centrum               | Leuvenum, Staverden, Elspeet, Uddel, Garderen, Wittenberg, Stroe, Kootwijkerbroek      | Rijdt 's avonds en in het weekend als ReserveerRRReis tussen Harderwijk en Elspeet                                                  |
| 111                    | Harderwijk Station - Nunspeet Centrum                        | Hierden, Hulshorst                                                                     | Rijdt 's avonds en op zondag als ReserveerRRReis                                                                                    |
| 112                    | Nunspeet Centrum - Apeldoorn Station                         | Vierhouten, Elspeet, Uddel, Nieuw-Milligen, Hoog-Soeren                                | Rijdt 's avonds en op zondag als ReserveerRRReis                                                                                    |
| 114                    | Harderwijk Station - Barneveld Station Centrum               | Ermelo, Putten, Huinen, Voorthuizen                                                    | |
| 142                    | Harderwijk Station - Amersfoort Station Vathorst             | Zeewolde, Nijkerk                                                                      | Rijdt niet in het weekend |
| 144                    | Harderwijk Station - Zeewolde Langezand                      |                                                                                        | Rijdt alleen in het weekend |
| 147                    | Harderwijk Station - Dronten Station                         | Biddinghuizen                                                                          | |
| 170                    | 't Harde Station - Twello Station                            | Epe, Oene, Nijbroek, Terwolde                                                          | Rijdt altijd als ReserveerRRReis; rijdt 's avonds en in het weekend alleen tussen Twello en Epe                                     |
| 199                    | Elburg Molendorp - Zwolle Dokter Hengeveldweg                | Oldebroek, Wezep                                                                       | Spitsbus |
| 247                    | Harderwijk Station - Biddinghuizen Walibi Holland            |                                                                                        | Walibi Express |
| SnelRRReis             |                                                              |                                                                                        | |
| 201                    | Apeldoorn Station - Zwolle Station                           |                                                                                        | Rijdt niet 's avonds en in het weekend                                                                                              |
| 206                    | Apeldoorn Station - Harderwijk Station                       | Nieuw-Milligen, Uddel                                                                  | Rijdt niet 's avonds en in het weekend                                                                                              |
| 207                    | Harderwijk Station - Lelystad Station Centrum                | Zeewolde                                                                               | |
| 210                    | Apeldoorn Station - Zwolle Station                           | Epe, Heerde                                                                            | Rijdt niet 's avonds en in het weekend                                                                                              |
| 216                    | Harderwijk Station - Almere Station Centrum                  | Zeewolde, Almere Hout                                                                  | Rijdt niet in het weekend |
| ComfortRRReis          |                                                              |                                                                                        | |
| 304                    | Apeldoorn Station - Zwolle Station                           | Wenum, Vaassen, Emst, Epe, Heerde, Wapenveld, Hattem                                   | |
| 305                    | Nunspeet Station - Zwolle Station                            | Doornspijk, Elburg, Oldebroek, Wezep, Hattem                                           | |
| buurtRRReis            |                                                              |                                                                                        | |
| 501                    | Garderen Bakkerstraat - Horst Groot Horloo                   | Speuld, Drie, Ermelo                                                                   | Rijdt niet 's avonds en op zondag                                                                                                   |
| 502                    | Vorchten Dorp - Wezep Station                                | Veessen, Heerde                                                                        | Rijdt niet 's avonds en op zondag                                                                                                   |
| 503                    | Eerbeek Landal Coldenhove - Brummen Centrum                  |                                                                                        | Rijdt niet 's avonds en in het weekend                                                                                              |
| 504                    | Eerbeek Boerhaavelaan - Zutphen Station                      | Hall, Oeken, Voorstonden                                                               | Rijdt niet 's avonds en op zondag                                                                                                   |
| 506                    | Twello Station → Twello Station                              | Wilp, Apeldoorn De Maten, Klarenbeek, Bussloo                                          | Ringlijn; lijn 508 rijdt in tegenovergestelde richting; rijdt 's avonds en op zondag als ReserveerRRReis                            |
| 507                    | Twello Station - Station Voorst-Empe                         | Wilp, Bussloo, Voorst                                                                  | Rijdt 's avonds en op zondag als ReserveerRRReis                                                                                    |
| 508                    | Twello Station → Twello Station                              | Bussloo, Klarenbeek, Apeldoorn De Maten, Wilp                                          | Ringlijn; lijn 506 rijdt in tegenovergestelde richting; rijdt 's avonds en op zondag als ReserveerRRReis                            |
| 509                    | Barneveld Station Centrum - Nijkerk Station                  | Achterveld, Leusden, Hoevelaken, Nijkerkerveen                                         | Rijdt niet 's avonds; rijdt op zondag als ReserveerRRReis                                                                           |
| 510                    | Apeldoorn Station - Loenen Voorsterweg                       | Lieren, Oosterhuizen                                                                   | Rijdt niet 's avonds en in het weekend                                                                                              |
| 512                    | Apeldoorn Station → Apeldoorn Station                        | Centrum, Kerschoten, Berg en Bos, Sprengenbos, Centrum                                 | Rijdt niet 's avonds en op zondag                                                                                                   |
| 513                    | Harderwijk Station - Ermelo Smidsweg                         | Wittenhagen, Bouw en Infrapark                                                         | Rijdt niet 's avonds en op zondag                                                                                                   |
| 514                    | Wezep Station - 't Harde Station                             | 't Loo, Oldebroek, Oosterwolde, Elburg, Hoge Enk                                       | Rijdt niet 's avonds en in het weekend                                                                                              |
| 515                    | Zutphen Station - Leuvenheim Arnhemsestraat                  | Brummen                                                                                | Rijdt niet 's avonds en op zondag                                                                                                   |
| 519                    | Apeldoorn Station → Apeldoorn Station                        | Centrum, De Heeze, Westenenk, Gelre Ziekenhuis, Ugchelen, Westenenk, De Heeze, Centrum | Rijdt niet 's avonds en op zondag                                                                                                   |
| 526                    | Wilsum Westenbergstraat - Hattem Centrum                     | IJsselmuiden, Kampen, Zalk                                                             | Rijdt niet 's avonds en in het weekend                                                                                              |
| Schoolbussen           |                                                              |                                                                                        | |
| 601                    | Apeldoorn Station → Zwolle Deltion Campus                    |                                                                                        | 's Ochtends twee ritten richting Zwolle                                                                                             |
| 602                    | Epe Klaarbeek - Zwolle Deltion Campus                        | Heerde                                                                                 | 's Ochtends één rit richting Zwolle                                                                                                 |
| 604                    | Eerbeek Offenbachstraat → Zutphen Station                    | Hall, Voorstonden                                                                      | 's Ochtends één rit richting Zutphen                                                                                                |
| 619                    | Apeldoorn Imkersdreef - Eerbeek Coldenhovenseweg             | Loenen                                                                                 | |
| 650                    | Wekerom Kruispunt - Apeldoorn Jacobus Fruytierschool         | Harskamp, Stroe, Wittenberg, Nieuw-Milligen, Hoog-Soeren                               | 's Ochtends één rit richting Apeldoorn, 's middags één rit richting Wekerom                                                         |
| 651                    | Station Ede-Wageningen - Apeldoorn Erasmusstraat             | Wekerom, Harskamp, (Stroe, Wittenberg), Nieuw-Milligen, Hoog-Soeren                    | 's Ochtends één rit richting Apeldoorn, 's middags drie ritten richting Ede, waarvan één via Wittenberg (van maandag t/m donderdag) |
| 652                    | Wekerom Kruispunt - Apeldoorn Jacobus Fruytierschool         | Harskamp, Otterlo, Hoenderloo                                                          | 's Ochtends één rit richting Apeldoorn, 's middags één rit richting Wekerom, met een tweede rit van maandag t/m donderdag           |
| 653                    | Renkum Telefoonweg - Apeldoorn Jacobus Fruytierschool        | Wageningen, Bennekom, Ede, 's Heeren Loo, Otterloo, Hoenderloo                         | 's Ochtends één rit richting Apeldoorn, 's middags één rit richting Renkum, met een tweede rit van maandag t/m donderdag            |
| 654                    | Ermelo Station - Apeldoorn Jacobus Fruytierschool            | Leuvenum, Staverden, Elspeet, Uddel, Nieuw-Milligen, Hoog-Soeren                       | 's Ochtends één rit richting Apeldoorn, 's middags één rit richting Ermelo, met een tweede rit van maandag t/m donderdag            |
| 657                    | Barneveld Station Centrum - Apeldoorn Jacobus Fruytierschool | Kootwijkerbroek, Stroe, Wittenberg, Nieuw-Milligen, Hoog-Soeren                        | 's Ochtends één rit richting Apeldoorn, 's middags één rit richting Barneveld, met een tweede rit van maandag t/m donderdag         |
| 658                    | Nunspeet Vreeweg - Apeldoorn Erasmusstraat                   | Elspeet, Uddel, Hoog-Soeren                                                            | 's Ochtends één rit richting Apeldoorn, 's middags één rit richting Nunspeet, met een tweede rit van maandag t/m donderdag          |
| 659                    | Lunteren De Wormshoef - Apeldoorn Jacobus Fruytierschool     | Meulunteren, Wekerom, Harskamp, Nieuw-Milligen, Hoog-Soeren                            | 's Ochtends één rit richting Apeldoorn, 's middags één rit richting Lunteren, met een tweede rit van maandag t/m donderdag          |
| 674                    | Harderwijk Station - Amersfoort Hoornbeeck/Van Lodenstein    | Ermelo, Putten, Nijkerk                                                                | 's Ochtends één rit richting Amersfoort, 's middags één rit richting Harderwijk                                                     |
| 676                    | Elspeet Centrum - Amersfoort Hoornbeeck/Van Lodenstein       | Uddel, Garderen, Wittenberg, Voorthuizen, Terschuur, Hoevelaken                        | 's Ochtends één rit richting Amersfoort, 's middags één rit richting Elspeet                                                        |
| 685                    | Nunspeet Vreeweg - Kampen GSG Pieter Zandt                   | Doornspijk, Elburg, Oldebroek                                                          | 's Ochtends één rit richting Kampen, 's middags één rit richting Nunspeet                                                           |
| 686                    | Elburg Molendorp - Kampen GSG Pieter Zandt                   | Oldebroek                                                                              | 's Ochtends één rit richting Kampen, 's middags één rit richting Elburg                                                             |
| 687                    | Barneveld Station Centrum - Nijkerk Station                  | Terschuur, Appel, Driedorp                                                             | Rijdt alleen in de winterperiode |

### Concessie Veluwe-Zuid
De concessie Veluwe-Zuid omvat het stads- en streekvervoer in en rond Ede en de lijnbundel tussen Apeldoorn en Arnhem. Deze concessie wordt uitgevoerd door Hermes onder de naam RRReis.
| Lijn            | Route                                                         | Via                                                                                          | Opmerkingen                                                                    |
| --------------- | ------------------------------------------------------------- | -------------------------------------------------------------------------------------------- | ------------------------------------------------------------------------------ |
| Stadsdienst Ede |                                                               |                                                                                              |                                                                                |
| 1               | Station → Station                                             | Maandereng, Ziekenhuis Gelderse Vallei, Rietkampen, Veldhuizen, Centrum                      | Ringlijn; lijn 2 in tegenovergestelde richting                                 |
| 2               | Station → Station                                             | Centrum, Veldhuizen, Rietkampen, Ziekenhuis Gelderse Vallei, Maandereng                      | Ringlijn; lijn 1 in tegenovergestelde richting                                 |
| 5               | Station - Station Veenendaal-De Klomp                         | Centrum, Kernhem                                                                             |                                                                                |
| Streeklijnen    |                                                               |                                                                                              |                                                                                |
| 43              | Arnhem CS - Apeldoorn Station                                 | Arnhem (Het Broek, Presikhaaf), Velp, Rheden, De Steeg, Ellecom, Dieren, Eerbeek, Beekbergen | Rijdt ook onder de naam Breng                                                  |
| 85              | Station Ede-Wageningen - Veenendaal Station Centrum           | Ziekenhuis Gelderse Vallei                                                                   | Hoort ook bij de concessie Provincie Utrecht door koppeling met lijnen 5 en 83 |
| 86              | Station Ede-Wageningen - Wageningen Busstation                | Bennekom                                                                                     |                                                                                |
| 103             | Station Ede-Wageningen - Wageningen Busstation                | Ziekenhuis Gelderse Vallei, Wageningen Hoevestein                                            |                                                                                |
| 105             | Barneveld Evenementenhal - Arnhem CS                          | De Valk, Wekerom, Otterlo                                                                    |                                                                                |
| 106             | Otterlo Rotonde - De Hoge Veluwe Bezoekerscentrum             |                                                                                              | Rijdt niet 's avonds                                                           |
| 107             | Station Ede-Wageningen - Putten Station                       | Wekerom, Harskamp, Stroe, Wittenberg, Garderen, Koudhoorn                                    |                                                                                |
| 108             | Apeldoorn Station - Station Ede-Wageningen                    | Hoenderloo, Otterlo                                                                          |                                                                                |
| 231             | Apeldoorn Station - Arnhem CS                                 | Apeldoorn De Maten                                                                           | Rijdt niet 's avonds en in het weekend                                         |
| ComfortRRReis   |                                                               |                                                                                              |                                                                                |
| 302             | Arnhem CS - Apeldoorn Station                                 | Beekbergen                                                                                   |                                                                                |
| 303             | Station Ede-Wageningen - Wageningen Busstation                | Wageningen Campus                                                                            |                                                                                |
| buurtRRReis     |                                                               |                                                                                              |                                                                                |
| 505             | Overberg Heuvelsesteeg - Wekerom Dorpsplein                   | Veenendaal, De Klomp, Ederveen, Lunteren, Meulunteren                                        | Rijdt niet 's avonds en op zondag                                              |
| 511             | Barneveld Evenementenhal - Scherpenzeel Holevoetplein         | De Glind                                                                                     | Rijdt niet 's avonds en op zondag                                              |
| Schoolbussen    |                                                               |                                                                                              |                                                                                |
| 607             | Station Ede-Wageningen - Amersfoort Hoornbeeck/Van Lodenstein | Wekerom, Harskamp, Kootwijkerbroek                                                           | 's Ochtends één rit richting Amersfoort, 's middags één rit richting Ede       |
| 610             | Barneveld Troelstralaan - Renswoude Kerkstraat                | De Glind, Scherpenzeel                                                                       |                                                                                |

### Concessie treindienst Ede-Wageningen - Amersfoort
Deze concessie omvat de treindienst Ede-Wageningen - Amersfoort. Deze concessie wordt uitgevoerd door Keolis Nederland onder de naam RRReis.
| Serie       | Treinsoort        | Route                                                                     | Bijzonderheden                   |
| ----------- | ----------------- | ------------------------------------------------------------------------- | -------------------------------- |
| 31300 RS 34 | Sprinter (Keolis) | Amersfoort Centraal – Barneveld Centrum – Barneveld Zuid – Ede-Wageningen | Onderdeel van de formule RRReis. |
| 31400 RS 34 | Sprinter (Keolis) | Amersfoort Centraal – Barneveld Centrum – Barneveld Zuid                  | Onderdeel van de formule RRReis. |

### Concessie Achterhoek - Rivierenland
De concessie Achterhoek - Rivierenland omvat stads- en streekvervoer en de treindiensten in de gebieden Achterhoek en Rivierenland. Deze concessie wordt uitgevoerd door Arriva.

#### Achterhoek
| Lijn                | Route                                                        | Via | Opmerkingen |
| ------------------- | ------------------------------------------------------------ | --- | --- |
| Stadsdienst Zutphen |                                                              | | |
| 83                  | Station - Warnsveld Overkamp                                 | Centrum | |
| 84                  | Station - Zuidwijken                                         | Centrum | |
| 480                 | Station → Station                                            | Centrum, Warnsveld, Zuidwijken, Centrum                                                                                       | Rijdt alleen na 23:00                                                                                              |
| Streekbussen        |                                                              | | |
| 23                  | Borculo Busstation - Doetinchem Station                      | Ruurlo, Veldhoek, Wolfersveen, Zelhem                                                                                         | |
| 24                  | Doetinchem Station - 's-Heerenberg Busstation                | Braamt, Zeddam | |
| 27                  | Arnhem CS - Doetinchem Station                               | Arnhem (Station Velperpoort, Station Presikhaaf), Velp, Lathum, Giesbeek, Angerlo, Doesburg, Drempt, Hoog-Keppel, Laag-Keppel | In samenwerking met Hermes (Breng)                                                                                 |
| 28                  | Doetinchem Station - Gendringen Kerkplein                    | Etten, Ulft | Rijdt niet 's avonds en in het weekend                                                                             |
| 29                  | Arnhem CS - Doetinchem Station                               | Station Arnhem Velperpoort, Velp, Rheden, Doesburg, Drempt, Hoog-Keppel, Laag-Keppel                                          | In samenwerking met Hermes (Breng); rijdt niet in het weekend                                                      |
| 40                  | Doetinchem Station - Dinxperlo Willem van Oranjeplein        | Gaanderen, Terborg, Silvolde, Kroezenhoek, Breedenbroek                                                                       | Rijdt niet in het weekend                                                                                          |
| 51                  | Doetinchem Station - Vorden Station                          | Velswijk, Keijenborg, Hengelo (Gld)                                                                                           | |
| 52                  | Lochem Station → Lochem Station                              | Laren, Lochem (De Molengronden, Centrum)                                                                                      | Ochtendspitsbus |
| 53                  | Hengelo Station (Ov) - Eibergen Viersprong                   | Beckum, Stepelo, Haaksbergen                                                                                                  | Hoort ook bij concessie Twente                                                                                     |
| 57                  | Deventer Station - Borculo Busstation                        | Epse, Hassink, Harfsen, Laren, Lochem, Barchem                                                                                | Rijdt niet 's avonds en in het weekend                                                                             |
| 58                  | Zutphen Station - Borculo Busstation                         | Warnsveld, Eefde, Almen, Lochem, Barchem                                                                                      | Rijdt niet 's avonds na 19:45 en in het weekend                                                                    |
| 72                  | Lichtenvoorde Zuid - Neede Busstation                        | Lievelde, Groenlo, Eibergen                                                                                                   | Rijdt niet 's avonds na 20:15 en in het weekend                                                                    |
| 73                  | Winterswijk Station - Enschede Station                       | Meddo, Groenlo, Eibergen | |
| 74                  | Doetinchem Station - Enschede Station                        | Westendorp, Varsseveld, Harreveld, Lichtenvoorde, Groenlo, Eibergen                                                           | |
| 81                  | Deventer Station - Zutphen Station                           | Epse, Gorssel, Eefde | |
| 82                  | Doetinchem Station - Zutphen Station                         | Langerak, Laag-Keppel, Hummelo, Toldijk, Steenderen, Baak, Warnsveld                                                          | |
| 428                 | Doetinchem Station - Dinxperlo Willem van Oranjeplein        | Etten, Ulft, Gendringen, Breedenbroek                                                                                         | Rijdt alleen 's avonds en in het weekend                                                                           |
| 450                 | Zutphen Station → Zutphen Station                            | Eefde, Gorssel, Hassink, Harfsen, Laren, Almen, Warnsveld, Eefde                                                              | Rijdt alleen in het weekend                                                                                        |
| 458                 | Borculo Busstation → Borculo Busstation                      | Lochem, Barchem, Ruurlo | Rijdt alleen in het weekend                                                                                        |
| (Nacht)vlinder      |                                                              | | |
| 850                 | Zutphen Station → Zutphen Station                            | Warnsveld, Eefde, Gorssel, Hassink, Harfsen, Laren, Almen, Eefde                                                              | |
| 852                 | Lochem Station → Lochem Station                              | Laren, Lochem (Centrum, De Molengronden, Zuid)                                                                                | Rijdt niet 's avonds na 19:30 en in het weekend                                                                    |
| 858                 | Vorden Station → Vorden Station                              | Lochem, Barchem, Borculo, Ruurlo                                                                                              | |
| Belbus              |                                                              | | |
| 174                 | Varsseveld Station - Westendorp Boesvelderdijk               | | Rijdt alleen 's avonds en in het weekend                                                                           |
| Buurtbussen         |                                                              | | |
| 191                 | Aalten Station - Ruurlo De Bundeling                         | Bredevoort, Barlo, Lichtenvoorde, Zieuwent, Mariënvelde                                                                       | 's Avonds en in het weekend als belbus                                                                             |
| 193                 | Zutphen Station - Vorden Medler                              | Warnsveld, Vierakker, Wichmond, Hackfort, Vorden, Kranenburg                                                                  | 's Avonds en in het weekend deels als belbus                                                                       |
| 194                 | Aalten Station - Zelhem Markt                                | Lintelo, De Heurne, Dinxperlo, Breedenbroek, Sinderen, Varsseveld, Halle                                                      | 's Avonds en in het weekend als belbus                                                                             |
| 195                 | Terborg Station - Megchelen Ter Voert                        | Etten, Ulft, Gendringen | 's Avonds en in het weekend alleen als belbus tussen Gendringen en Megchelen                                       |
| 196                 | 's-Heerenberg Busstation - Nieuw-Dijk Pater Smitsstraat      | Stokkum, Beek, Loerbeek, Kilder, Wehl, Nieuw-Wehl, Loil, Didam                                                                | 's Avonds en in het weekend alleen als belbus tussen 's-Heerenberg en Nieuw-Wehl en tussen Loil en Nieuw-Dijk      |
| 197                 | 's-Heerenberg Busstation - Terborg Station                   | Lengel, Azewijn, Varsselder, Ulft, Bontebrug, Silvolde                                                                        | 's Avonds en in het weekend alleen als belbus                                                                      |
| 198                 | Groenlo Busstation - Neede Busstation                        | Beltrum, Haarlo, Borculo, Noordijk                                                                                            | 's Avonds en in het weekend alleen als belbus tussen Neede en Noordijk en tussen Borculo en Groenlo                |
| 199                 | Eibergen De Meergaarden - Haaksbergen Busstation             | Rekken | 's Avonds en in het weekend alleen als belbus tussen Eibergen en Rekken                                            |
| Schoolbussen        |                                                              | | |
| 612                 | Doetinchem Station - Sportpark Zuid/Tweede Loolaan           | | 's Ochtends vanuit het station richting Tweede Loolaan, 's middags vanuit Sportpark Zuid richting het station      |
| 623                 | Doetinchem Station → Graafschap College                      | | Rijdt alleen 's ochtends                                                                                           |
| 627                 | Giesbeek Zwalmstraat → Doetinchem Station                    | Angerlo, Doesburg, Drempt, Hoog-Keppel, Laag-Keppel, Langerak                                                                 | Rijdt alleen 's ochtends                                                                                           |
| 628                 | Dinxperlo Willem van Oranjeplein → Doetinchem Tweede Loolaan | Breedenbroek, Gendringen, Ulft, Etten                                                                                         | 's Ochtends één rit richting Doetinchem                                                                            |
| 651                 | Zutphen Station → Doetinchem Station                         | Warnsveld, Vorden, Hengelo (Gld), Velswijk                                                                                    | 's Ochtends één rit vanuit Zutphen naar Doetinchem, ook twee ritten vanuit station Doetinchem naar halte Kruisberg |
| 656                 | Doetinchem Station - Apeldoorn Jacobus Fruytierschool        | Velswijk, Hengelo (Gld) | 's Ochtends één rit richting Apeldoorn, 's middags twee ritten richting Doetinchem                                 |
| 697                 | Stokkum Dorp - Silvolde Terborgseveld                        | 's-Heerenberg, Lengel, Azewijn, Ulft                                                                                          | 's Ochtends richting Silvolde, 's middags richting Stokkum                                                         |

#### Rivierenland
| Lijn         | Route                                                           | Via | Opmerkingen |
| ------------ | --------------------------------------------------------------- | --- | --- |
| Streekbussen |                                                                 | | |
| 42           | Druten Busstation - Tiel Station                                | Boven-Leeuwen, Beneden-Leeuwen | In samenwerking met Hermes (Breng) |
| 44           | Tiel Station - Wageningen Busstation                            | Maurikseveld, Maurik, Eck en Wiel, Ingen, Ommeren, Lienden, Kesteren, Rhenen                                                                | In het weekend alleen tussen Tiel en Kesteren                                                                                         |
| 45           | Tiel Station - Wageningen Busstation                            | Echteld, IJzendoorn, Ochten, Kesteren, Rhenen                                                                                               | |
| 46           | Tiel Passewaaij - Culemborg Station                             | Kerk-Avezaath, Buren, Asch, Zoelmond, Beusichem                                                                                             | |
| 47           | Gorinchem Station - Geldermalsen Station                        | Vuren, Herwijnen, Hellouw, Haaften, Tuil, Waardenburg, Meteren                                                                              | |
| 49           | Zaltbommel Station - Brakel Weitjesweg                          | Gameren, Nieuwaal, Zuilichem | Rijdt niet in het weekend |
| 67           | Zaltbommel Cambium College - Kerkdriel Kerkstraat               | Rossum | Rijdt niet 's avonds en in het weekend                                                                                                |
| 68           | Zaltbommel Station - Poederoijen De Kraaij                      | Bruchem, Kerkwijk, Delwijnen, Nederhemert, Aalst                                                                                            | Spitsbus |
| 85           | Nijmegen CS - Druten Busstation                                 | Weurt, Beuningen, Ewijk, Winssen, Deest, Afferden                                                                                           | In samenwerking met Hermes (Breng) |
| 146          | Culemborg Station - Vianen Busstation Lekbrug                   | Everdingen, Hagestein | 's Avonds en in het weekend als belbus                                                                                                |
| 165          | 's-Hertogenbosch Station - Druten Busstation                    | Hedel, Velddriel, Kerkdriel, Alem, Rossum, Heerewaarden, Dreumel, Wamel, Beneden-Leeuwen, Boven-Leeuwen, Puiflijk                           | |
| 166          | 's-Hertogenbosch Station - Well Maaijenstraat                   | Hedel, Ammerzoden | |
| 543          | Tiel Station - Geldermalsen Station                             | | Spitsbus |
| Buurtbussen  |                                                                 | | |
| 237          | Heteren Beemdhof - Kesteren Station                             | Randwijk, Indoornik, Zetten, Andelst, Wely, Hien, Dodewaard, Opheusden                                                                      | 's Avonds en in het weekend als belbus                                                                                                |
| 248          | Tiel Station - Zaltbommel Station                               | Ophemert, Varik, Heesselt, Opijnen, Neerijnen, Waardenburg                                                                                  | 's Avonds en in het weekend als belbus                                                                                                |
| 260          | Geldermalsen Station - Leerdam Lingepolikliniek                 | Deil, Enspijk, Beesd, Rumpt, Rhenoy, Acquoy, Asperen                                                                                        | 's Avonds en op zondag als belbus |
| 261          | Geldermalsen Station - Est Kerk                                 | Meteren | 's Avonds en in het weekend als belbus                                                                                                |
| 262          | Geldermalsen Station - Tricht Dorpshuis                         | Buurmalsen | 's Avonds en op zondag als belbus |
| 263          | Maurik Bejaardencentrum de Valentijn - Beusichem Kerk           | Rijswijk, Ravenswaaij, Zoelmond | 's Avonds en in het weekend als belbus                                                                                                |
| 266          | Wijk en Aalburg Perzikstraat - Zaltbommel Wielkamp              | Nederhemert, Well, Ammerzoden, Hedel, Bruchem                                                                                               | 's Avonds en in het weekend als belbus                                                                                                |
| 267          | Hedel Blankensteijn - Zaltbommel Cambium College                | Velddriel, Kerkdriel, Alem, Rossum, Hurwenen                                                                                                | Rijdt niet 's avonds en in het weekend                                                                                                |
| 268          | Giessen Randweg-Tankstation - Zaltbommel Station                | Poederoijen, Aalst, Nederhemert, Delwijnen, Kerkwijk, Bruchem                                                                               | Rijdt niet 's avonds en in het weekend                                                                                                |
| Belbussen    |                                                                 | | |
| 244          | Tiel Station - Zoelen Parkstraat                                | | |
| 245          | Tiel Station - Tiel De Lok                                      | Tiel Centrum | |
| 265          | Beneden-Leeuwen Gemeentehuis - Dreumel Huize Barbara            | Altforst, Appeltern, Maasbommel, Alphen | Rijdt alleen 's avonds en in het weekend                                                                                              |
| Schoolbussen |                                                                 | | |
| 626          | Gorinchem Hoefslag / Waardenburg Busstation - Hedel Oudewaai    | Zaltbommel, Gameren, Nieuwaal, Zuilichem, Aalst, Nederhemert, Delwijnen, Ammerzoden                                                         | 's Ochtends één rit richting Gorinchem, 's middags drie ritten richting Hedel; twee daarvan beginnen in Waardenburg                   |
| 641          | Lienden Adelsweg - Culemborg Station                            | (Ommeren, Ingen,) Eck en Wiel, Maurik, Rijswijk, Ravenswaaij, Zoelmond, Beusichem                                                           | 's Ochtends twee ritten vanaf Eck en Wiel richting Culemborg, 's middags één rit richting Lienden en twee ritten richting Eck en Wiel |
| 647          | Enspijk Haarstraat - Gorinchem Hoefslag                         | Deil, Geldermalsen, Meteren, Waardenburg, Tuil, Haaften, Hellouw, Herwijnen                                                                 | 's Ochtends één rit richting Gorinchem, 's middags drie ritten richting Enspijk                                                       |
| 648          | Zaltbommel Station → Tiel ROC Rivor                             | Waardenburg, Neerijnen, Opijnen, Heesselt, Varik, Ophemert                                                                                  | |
| 649          | Brakel Weitjesweg → Zaltbommel Station                          | Zuilichem, Nieuwaal, Gameren | |
| 650          | Leerdam Station - Culemborg Station                             | Rhenoy, Rumpt, Beesd | 's Ochtends één rit richting Culemborg, 's middags twee ritten richting Leerdam                                                       |
| 660          | Asperen Brandweer → Leerdam Station                             | | |
| 664          | Zaltbommel Cambium College → Heerewaarden De Buke               | Hurwenen, Rossum | |
| 665          | (Dreumel Nieuwstraat →) Rossum - 's-Hertogenbosch Rompertsebaan | (Heerewaarden), Rossum, Kerkdriel, Velddriel, Hedel                                                                                         | 's Ochtends richting 's-Hertogenbosch, 's middags richting Rossum                                                                     |
| 667          | Kerkdriel Kerkstraat/Alem Kerk → Zaltbommel Cambium College     | Rossum, Hurwenen | |
| 668          | Velddriel Wordenseweg - Andel Prinsentuin                       | Kerkdriel, Rossum, Hurwenen, Zaltbommel, Bruchem, Kerkwijk, Delwijnen, Nederhemert, Aalst                                                   | 's Ochtends twee ritten richting Andel, 's middags twee ritten richting Velddriel                                                     |
| 669          | Zaltbommel Station → Wijk en Aalburg Perzikstraat               | Bruchem, Hedel, Ammerzoden, Well, Nederhemert                                                                                               | |
| 673          | Leerdam Station - Gorinchem Station                             | Asperen, Heukelum, Spijk | Maakt in tegenspitsrichting alleen een tussenstop in Heukelum.                                                                        |
| Nachtvlinder |                                                                 | | |
| 840          | Tiel Station → Tiel Station                                     | Erichem, Buren, Zoelmond, Beusichem, Ravenswaaij, Rijswijk, Maurik, Eck en Wiel, Ommeren, Lienden, Echteld                                  | Rijdt alleen 's avonds |
| 860          | Zaltbommel Station - Zaltbommel Station                         | Bruchem, Gameren, Nieuwaal, Zuilichem, Brakel, Andel, Poederoijen, Aalst, Nederhemert, Well, Ammerzoden, Hedel, Kerkdriel, Rossum, Hurwenen | Ringlijn in twee richtingen |

#### Treindiensten
| Serie       | Treinsoort         | Route                                                | Bijzonderheden |
| ----------- | ------------------ | ---------------------------------------------------- | --- |
| 17800 RS 30 | Stoptrein (Arriva) | Zutphen – Apeldoorn                                  | |
| 30400 RE 30 | Sneltrein (Arriva) | Apeldoorn – Zutphen – Winterswijk                    | Rijdt 's avonds van Zutphen naar Apeldoorn en van Apeldoorn naar Winterswijk. Rijdt in het weekend de gehele dag tussen Winterswijk en Apeldoorn. Stopt tussen Zutphen en Winterswijk op alle tussengelegen stations. |
| 30800 RS 31 | Stoptrein (Arriva) | Winterswijk – Zutphen                                | enkele treinen rijden van/naar Apeldoorn |
| 30900 RS 32 | Stoptrein (Arriva) | Arnhem Centraal – Doetinchem – Terborg – Winterswijk | Rijdt op zondag ochtend slechts 1x per uur richting Winterswijk. Vormt dan tussen Arnhem en Terborg een 30 minuten dienst met 36900. Op zondag ochtend begint de rit richting Arnhem 1x per uur in Winterswijk en 1x per uur in Terborg. Verzorgt samen met Hermes (die onder de naam brengdirect rijdt) doordeweeks tot 20:00 uur een kwartierdienst tussen Arnhem en Doetinchem. |
| 31100 RS 33 | Stoptrein (Arriva) | Arnhem Centraal – Elst – Tiel                        | Stopt niet te Arnhem Zuid. |
| 36900 RS 32 | Stoptrein (Arriva) | Arnhem Centraal – Doetinchem – Terborg               | Rijdt op zondagochtend 1 keer per uur richting Terborg. Vormt dan tussen Arnhem en Terborg een 30 minuten dienst met 30900. Rijdt niet op maandag tot en met zaterdag. Rijdt niet richting Arnhem. |

## Lijnen uit grensoverschrijdende concessies in de provincie Gelderland
De concessiegrenzen van de concessies in Gelderland overschrijden nergens de provinciegrens, maar enkele buslijnen doen dit wel. Dit gebeurt ook andersom, lijnen uit concessies in andere provincies rijden in Gelderland. Hieronder staan alle buslijnen die horen bij concessies uit andere provincies opgesomd.
| Lijn                                         | Route                                                          | Via                                                                                          | Vervoerder                                   | Soort                                        | Opmerkingen                                                                               |
| Concessie Provincie Utrecht (Syntus Utrecht) | Concessie Provincie Utrecht (Syntus Utrecht)                   | Concessie Provincie Utrecht (Syntus Utrecht)                                                 | Concessie Provincie Utrecht (Syntus Utrecht) | Concessie Provincie Utrecht (Syntus Utrecht) | Concessie Provincie Utrecht (Syntus Utrecht)                                              |
| -------------------------------------------- | -------------------------------------------------------------- | -------------------------------------------------------------------------------------------- | -------------------------------------------- | -------------------------------------------- | ----------------------------------------------------------------------------------------- |
| 50                                           | Utrecht CS - Station Veenendaal-De Klomp/Wageningen Busstation | De Bilt, Zeist, Driebergen-Rijsenburg, Doorn, Leersum, Amerongen, Elst, Veenendaal, (Rhenen) | Syntus Utrecht & U-OV                        | U-link                                       | Alternerend naar Veenendaal-De Klomp of Wageningen                                        |
| 80                                           | Amersfoort CS - Station Veenendaal-De Klomp                    | Leusden, Woudenberg, Scherpenzeel, Renswoude                                                 | Syntus Utrecht                               | Streekbus                                    |                                                                                           |
| 87                                           | Rhenen Ouwehands Dierenpark - Station Veenendaal-De Klomp      | Petenbos, Veenendaal Centrum, Veenendaal Oost                                                | Syntus Utrecht                               | Streekbus                                    |                                                                                           |
| 503                                          | Eemdijk Pontveer - Nijkerk Station                             | Bunschoten-Spakenburg                                                                        | Syntus Utrecht                               | Buurtbus                                     | Rijdt niet 's avonds en in het weekend                                                    |
| 603                                          | Eemdijk Pontveer - Nijkerk Corlaer College                     | Bunschoten-Spakenburg                                                                        | Syntus Utrecht                               | Schoolbus                                    | 's Ochtends één rit Eemdijk → Nijkerk, 's middags één rit Nijkerk → Bunschoten-Spakenburg |
| 680                                          | Rhenen Station - Amersfoort CS                                 | Veenendaal, De Klomp, Ederveen, Renswoude, Scherpenzeel, Woudenberg, Leusden                 | Syntus Utrecht                               | Schoolbus                                    | 's Ochtends één rit richting Amersfoort, 's middags twee ritten richting Rhenen           |
| 682                                          | Houten Station - Hoevelaken Van Lodensteincollege              | Nieuwegein                                                                                   | Syntus Utrecht                               | Schoolbus                                    | 's Ochtends één rit richting Hoevelaken, 's middags twee ritten richting Houten           |
| 683                                          | Station Veenendaal-De Klomp - Hoevelaken Van Lodensteincollege | Ederveen, Renswoude, Scherpenzeel, Woudenberg                                                | Syntus Utrecht                               | Schoolbus                                    | 's Ochtends één rit richting Hoevelaken, 's middags één rit richting Veenendaal-De Klomp  |
| N8                                           | Utrecht CS → Wageningen Campus/Omnia                           | Driebergen, Veenendaal, Rhenen                                                               | Syntus Utrecht                               | Nachtbus                                     | Rijdt alleen vrijdag- en zaterdagnacht                                                    |
| Concessie Twente (Arriva)                    |                                                                |                                                                                              |                                              |                                              |                                                                                           |
| 63                                           | Borculo Busstation - Enschede Station                          | Neede, Rietmolen, Brammelo, Haaksbergen                                                      | Arriva                                       | Streekbus                                    |                                                                                           |
| 95                                           | Almelo Station - Borculo Busstation                            | Wierden, Notter, Rijssen, Enter, Goor, Diepenheim, Gelselaar, Geesteren                      | Arriva                                       | Streekbus                                    | Rijdt niet op zondag                                                                      |
| 98                                           | Neede Busstation - Almelo Station                              | Hengevelde, Bentelo, Delden, Bornerbroek                                                     | Arriva                                       | Streekbus                                    | Rijdt niet op zondag                                                                      |
| Verkeersverbond VRR (NIAG)                   |                                                                |                                                                                              |                                              |                                              |                                                                                           |
| 60                                           | Millingen a/d Rijn De Gelderse Poort - Kleve Bahnhof           | Keeken, Düffelward, Rindern                                                                  | Look i.o.v. NIAG                             | Streekbus                                    | 's Avonds als belbus; rijdt niet op zondag                                                |
| 91                                           | Emmerich Bahnhof - 's-Heerenberg Busstation                    |                                                                                              | Look i.o.v. NIAG                             | Streekbus                                    | Rijdt niet 's avonds en op zondag                                                         |
| SB46                                         | Kevelaer Bahnhof - Nijmegen CS                                 | Weeze, Goch, Kranenburg                                                                      | DB Rheinlandbus                              | Streekbus                                    |                                                                                           |
| SB58                                         | Emmerich Bahnhof - Nijmegen Heyendaal                          | Warbeyen, Kleve, Donsbrüggen, Nütterden, Kranenburg, Wyler, Beek                             | NIAG                                         | Streekbus                                    |                                                                                           |
| Verkeersverbond WT (RVM/StadtBus Bocholt)    |                                                                |                                                                                              |                                              |                                              |                                                                                           |
| B7                                           | Winterswijk Station - Stadtlohn Burgstraße                     | Oeding, Südlohn                                                                              | RVM                                          | Buurtbus                                     | Rijdt niet 's avonds en in het weekend                                                    |
| C7                                           | Dinxperlo Weg naar De Heurne - Bocholt Bustreff                | Suderwick, Spork, Holtwick                                                                   | StadtBus Bocholt                             | Stadsbus                                     | Rijdt niet 's avonds en op zondag                                                         |
| C11                                          | Aalten Station - Bocholt Bahnhof                               |                                                                                              | StadtBus Bocholt                             | Stadsbus                                     | Rijdt niet 's avonds en op zondag                                                         |
| R71                                          | Winterswijk Station - Vreden Busbahnhof                        | Gaxel                                                                                        | RVM                                          | Streekbus                                    | Rijdt niet 's avonds en op zondag                                                         |
| T10                                          | Winterswijk Station - Barlo Große Allee                        |                                                                                              | RVM                                          | Belbus                                       | Rijdt niet 's avonds en op zondag                                                         |
| T55                                          | Winterswijk Station - Oeding Rathaus                           |                                                                                              | RVM                                          | Belbus                                       | Rijdt alleen op zaterdag                                                                  |